# Foran på Vesterfælledvej
Foran på Vesterfælledvej er en dansk dokumentarfilm fra 1995, der er instrueret af Ib Makwarth efter eget manuskript.

## Handling
Stemninger fra en arbejdergade i København.